# Storm Lake
Storm Lake é uma cidade localizada no estado americano de Iowa, no Condado de Buena Vista.

## Demografia
Segundo o censo americano de 2000, a sua população era de 10.076 habitantes.
Em 2006, foi estimada uma população de 9882, um decréscimo de 194 (-1.9%).

## Geografia
De acordo com o United States Census Bureau tem uma área de
10,4 km², dos quais 10,4 km² cobertos por terra e 0,0 km² cobertos por água. Storm Lake localiza-se a aproximadamente 433 m acima do nível do mar.

## Localidades na vizinhança
O diagrama seguinte representa as localidades num raio de 20 km ao redor de Storm Lake.